# Nobody's Fool (film 1921)
Nobody's Fool  è un film muto del 1921 diretto da King Baggot.

## Trama

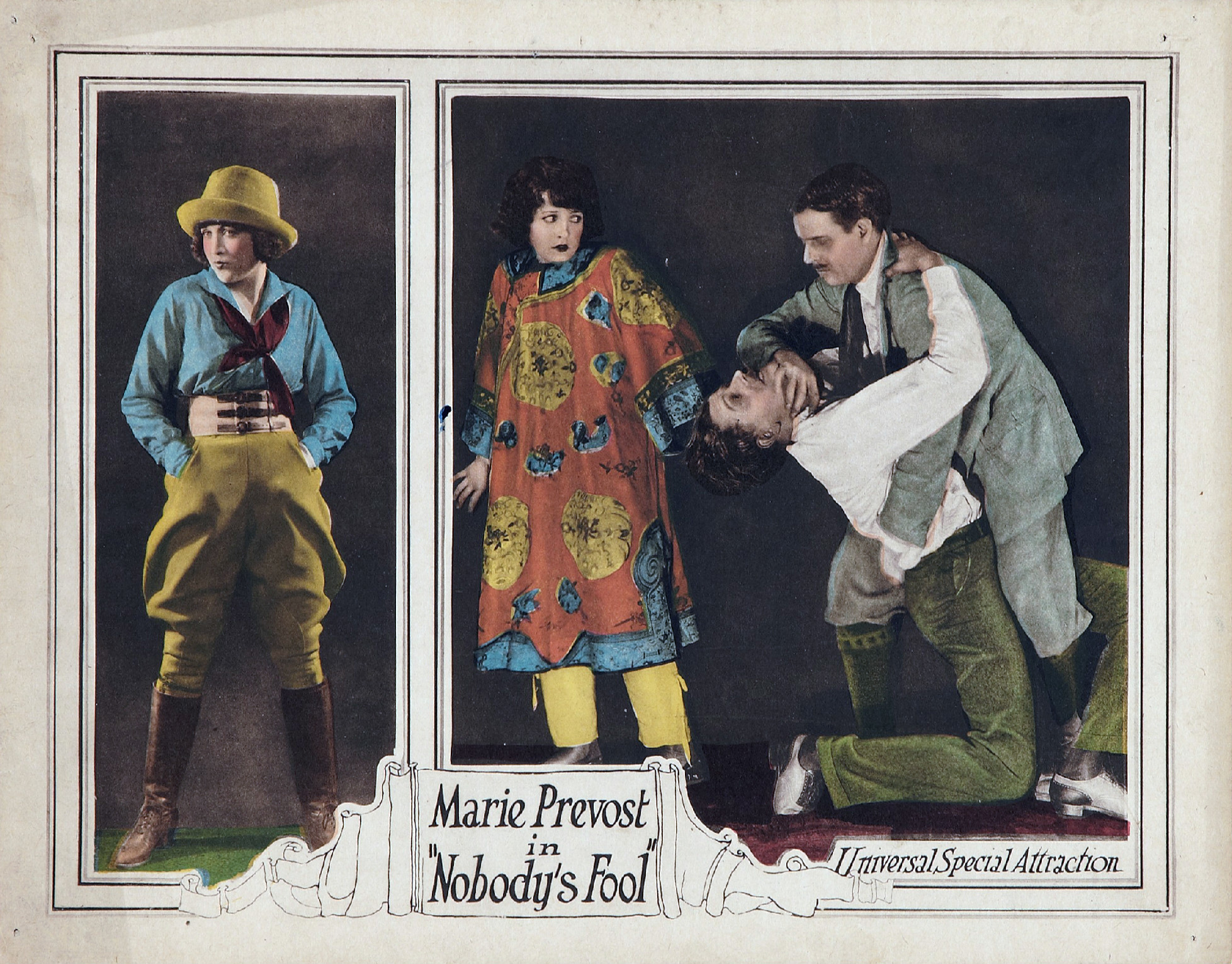

Povera e poco attraente, Polly Gordon riesce a farsi portare al ballo del college da Vincent DePuyster ma, in realtà, l'invito fa parte del rito di iniziazione alla confraternita universitaria. Quando però Polly eredita mezzo milione di dollari dalla zia, improvvisamente tutti i ragazzi provano per lei un repentino interesse. Lei però non ci casca e li manda via tutti quanti. Mary, la sua amica, che è sposata con il dottor Hardy, suggerisce di andare in montagna. Lì, Polly incontra Artemis Alger, uno scrittore in cerca di solitudine, che sfugge le donne. All'inizio la cosa parte male ma poi tra Polly e Algernon nasce una storia d'amore, anche se il giovane DePuyster sembra mettersi tra i due.

## Produzione
Il film, prodotto dalla Universal Film Manufacturing Company, venne girato tra il luglio e l'agosto 1921 a Little Bear Valley con il titolo The Girl Who Knew All About Men.

## Distribuzione
Il copyright del film, richiesto dalla Universal, fu registrato il 14 settembre 1921 con il numero LP17099.

Distribuito dalla Universal Film Manufacturing Company, il film uscì nelle sale cinematografiche statunitensi il 31 ottobre 1921.
Non si conoscono copie ancora esistenti della pellicola che viene considerata presumibilmente perduta.